# Aleksiej Gorczakow
Książę Aleksiej Iwanowicz Gorczakow (ur. 31 maja 1769 w Moskwie, zm. 24 listopada 1817) – rosyjski generał i polityk, minister wojny Rosji w latach 1812–1815.
Aleksiej Gorczakow był synem księcia Iwana Gorczakowa i siostry Aleksandra Suworowa, który był jego wujem. W 1786 wstąpił do armii i pod rokazami Suworowa walczył w wojnie rosyjsko-tureckiej 1787–1792. W 1792 walczył w Polsce.
Jego brat Andriej Gorczakow (1776–1855) również był rosyjskim generałem i wziął udział w ostatniej kampanii przeciw Napoleonowi.